# Fake News
Fake News (auch Fakenews; englisch fake news [ˈfɛɪ̯kˌnjuːz]) sind absichtlich falsche oder irreführende Informationen, die oft in Form von Nachrichten verbreitet werden. Sie werden gezielt erstellt, um die öffentliche Meinung zu manipulieren, Fehlinformationen zu verbreiten oder bestimmte politische, soziale oder wirtschaftliche Ziele zu verfolgen. Fake News können in Form von Artikeln, Bildern, Videos oder Social-Media-Beiträgen auftreten und sind oft schwer von echten Nachrichten zu unterscheiden. Wegen ihres oft absichtlich emotionalen Charakters verbreiten sie sich, da ohne redaktionelle Kontrolle, in den sozialen Netzwerken häufig viral.
Die Verbreitung von Fake News kann schwerwiegende Folgen haben, darunter die Verzerrung der öffentlichen Meinung, die Verbreitung von Misstrauen gegenüber etablierten Medien und Institutionen und in einigen Fällen sogar die Förderung von Gewalt oder sozialer Unruhe.
Die Bekämpfung von Fake News erfordert Medienkompetenz, die Fähigkeit zur kritischen Analyse von Informationen und die Nutzung vertrauenswürdiger Quellen.
Fake News ist auch zu einem politischen Schlagwort geworden.

## Einordnung und Begriff
Für die Zeit-Journalistin Karoline Kuhla sind Fake News „im Stil an echte Nachrichten angelehnte, gezielt in die Welt gesetzte Unwahrheiten, die sich meist über soziale Medien verbreiten“. In einer zweiten Bedeutung werde die Bezeichnung hingegen als „beleidigender Ausdruck für unliebsame Berichterstattung oder Medien, ähnlich dem deutschen Ruf Lügenpresse“ verwendet. Kuhla erklärte: „Die meisten Schöpfer und Verbreiter von Fake News verfolgen politische Ziele. Sie haben erkannt, dass sich Themen, die sehr emotional diskutiert werden, besonders gut dafür eignen, Stimmung zu erzeugen.“ Sie bezog sich dabei auf Artikel aus der Süddeutschen Zeitung sowie aus der Zeit, die diese Ansicht erläuternd begründen.
Markus Appel (2019) hält folgende Kerncharakteristika von Fake News fest: Eine Aussage oder die Darstellung eines Ereignisses wird in der Form eines journalistischen Beitrags präsentiert, obwohl sie nicht mit der Faktenlage übereinstimmt, sondern bewusst für politischen oder wirtschaftlichen Gewinn erfunden oder verfälscht wurde.
Fake News sind laut netzpolitik.org „bewusst falsch dargestellte Nachrichten mit dem Ziel, die Öffentlichkeit für bestimmte politische und/oder kommerzielle Ziele zu manipulieren“, auch ein „Aktionsmuster der Kommunikations- und Medienguerilla“, mit dem Journalisten gezielt zu falscher Berichterstattung verleitet werden sollen. Ein Beispiel sei der „Dow-Chemical-Hack“ von The Yes Men im Jahr 2004. Den Autoren der Seite geht es aber auch um „autoritäre Systeme“, die „die Debatte um Fake-News nutzen, um ihr nicht genehme Nachrichten zu unterdrücken. Die Debatte birgt große Gefahren für die Meinungs- und Pressefreiheit und kann zu Zensur führen.“
Beisecker, Schlereth und Hein (2022) fassen in einer Literaturübersicht der Wirtschaftsinformatik die Verwendung des Begriffs Fake News zusammen. Darin wird Fake News meist als erfundener Inhalt definiert, der manipulierende und meinungsbeeinflussende Absichten verfolgt. Die Studien operationalisieren Fake News ausschließlich binär (wahr oder falsch) anhand der Faktenlage. Die Autoren zeigen, dass diese Definition zu kurz greifen kann und dass die Wahrnehmung von Informationen als Fake News auch durch manipulierende Argumentationstechniken beeinflusst werden kann. Hierbei studieren sie besonders den Einsatz von Fehlschlüssen (engl. fallacy), einer häufig verwendeten Unterart manipulierender Argumentationstechniken. Jedoch wird nicht jeder Fehlschluss gleichermaßen erkannt (Beisecker, Schlereth und Hein, 2023).
Die britische Zeitung The Guardian bezeichnet Fake News im engsten Sinne als Falschmeldungen, die glaubwürdigem Journalismus ähneln, jedoch komplett frei erfunden sind, um ihre Leser zu täuschen und um damit für Aufmerksamkeit, Weiterverbreitung und Werbeeinnahmen für ihre Urheber zu sorgen. Im weiteren Sinne lade besonders das Internet dazu ein, Scheinwahrheiten zu verbreiten, die nicht komplett falsch, aber verdreht und aus dem Zusammenhang gerissen sind; dazu gehöre auch Clickbaiting. Die Autorin rät deshalb zur Skepsis und zur Konzentration auf zuverlässige Informationsquellen. Selbst satirisch gemeinte Postings, wie von The Onion, würden von manchen Lesern als wahr angenommen und könnten in diesem Sinne ebenfalls als eine Art Fake News aufgefasst werden.
Die Stiftung Neue Verantwortung, die das Phänomen im Bundestagswahlkampf 2017 in Deutschland untersucht hat, versteht Fake News vor allem als Desinformation, „als Verbreitung von falschen oder irreführenden Informationen in der Absicht, einer Person, einer Organisation oder einer Institution zu schaden“. Die Stiftung unterscheidet dabei zwischen ausgedachten, manipulierten und missinterpretierten Inhalten; Satire, journalistische Fehler und der Missbrauch von Fake News als politischer Kampfbegriff fallen nicht darunter. „Mit einer viel geringeren Bedeutung von Social Media als Quelle von Nachrichten, einer weitaus weniger polarisierten politischen Landschaft und viel höherem Vertrauen in klassische Medienangebote scheint Deutschland weniger anfällig als die USA.“
Das bestätigt auch die Langzeitstudie Medienvertrauen am Institut für Publizistik der Johannes Gutenberg-Universität Mainz im Januar 2018. Die Studie kommt zu dem Ergebnis, dass die „Lügenpresse-Hysterie“ in Deutschland abebbt: „Nach wie vor genießen der öffentlich-rechtliche Rundfunk und die Tagespresse das Vertrauen von etwa zwei Dritteln der Bevölkerung. Nur jeweils fünf Prozent sind ihnen gegenüber grundsätzlich misstrauisch. Einen regelrechten Vertrauenssturz hat dagegen das Internet erlebt: Nur noch zehn Prozent der Bürger halten Internet-Angebote im Allgemeinen für vertrauenswürdig – das ist ein Rückgang um 14 Prozentpunkte. Der Mehrheit ist offenbar bewusst, dass im Internet, das als Hybridmedium ganz unterschiedliche Angebote vereint, besondere Vorsicht und Aufmerksamkeit geboten ist, ob eine Quelle seriös ist. Nur etwa zwei bis drei Prozent halten Nachrichten in den Sozialen Netzwerken für vertrauenswürdig.“ Grund für Letzteres sei, dass große Mehrheiten von zwei Dritteln bis drei Vierteln der Deutschen Fake News und Hasskommentare als eine echte Gefahr für die Gesellschaft sähen.
Andre Wolf, Pressesprecher des österreichischen Vereins zur Aufklärung über Internetmissbrauch Mimikama, sieht in einem Interview mit n-tv „Fake News als Webseiten, die wie normale Nachrichtenseiten daherkommen, aber ihre Geschichten aus kommerziellem Antrieb frei erfinden“. Im amerikanischen Wahlkampf 2016 ging es den Autoren „hauptsächlich um Geld“, also darum, Werbeeinnahmen über Facebook und Google Adsense zu generieren; der politische Effekt, der dadurch entsteht, „dass die erfundene Nachricht reale Ängste oder eine tatsächlich vorhandene Wut aufgreift“, war ihnen „völlig egal“. Im deutschsprachigen Bereich gebe es „häufiger ideologisch geprägte Meldungen, die eine Kernwahrheit enthalten, die aber manipulativ oder nicht korrekt sind“. „Das Internet und die sozialen Netzwerke haben … dafür gesorgt, dass Fake News eine stärkere Verbreitung bekommen haben. Und damit sind sie natürlich auch gefährlicher geworden.“
Die Wendung Fake News steht eng in Nachbarschaft zu Begriffen wie Hoax oder Scam. Die Sicherheitsabteilung von Facebook legte im April 2017 ein Arbeitspapier vor, das unter dem Stichwort Fake News vier verschiedene Formen des Informationsmissbrauchs unterscheidet:
- Information (or Influence) Operations: Aktivitäten von Regierungen oder nicht-staatlichen Organisationen mit dem Ziel, in- oder ausländische politische Stimmungen zu steuern.
- False News: Nachrichten, die vorgeben, korrekt zu sein, aber absichtliche Fehlinformationen transportieren, um Emotionen hervorzurufen, Aufmerksamkeit zu gewinnen oder zu täuschen.
- False Amplifiers: die koordinierte Aktivität von ge- und verfälschten Onlinekonten (Fake Accounts), mit der Absicht, politische Stimmungen verstärkend zuzuspitzen.
- Desinformation: Fehlerhafte oder manipulierte Informationen und/oder Inhalte, die absichtlich verbreitet werden. Das kann falsche Nachrichten umfassen oder subtilere Methoden einschließen, wie Operationen unter falscher Flagge, das Einschleusen falscher Zitate oder Narrative bei unwissenden Verbreitern oder die absichtliche Verstärkung von irreführenden Informationen.[16]

Anfang 2017 wurde die Wendung Fake News von der „Jury der Aktion Anglizismus des Jahres“ zum Anglizismus des Jahres 2016 gewählt mit der Begründung:

„Das Wort Fake News bezeichnete im Englischen schon Ende des 19. Jahrhunderts gelegentlich bewusste Falschmeldungen in Zeitungen. Zu einem stehenden Ausdruck wurde es aber erst ab dem Jahr 2000, vor allem zur Benennung satirischer Nachrichtenmagazine wie The Daily Show oder The Onion. Mit der zunehmenden Rolle der sozialen Medien wurde das Wort zur Bezeichnung für erfundene Nachrichten (etwa Todesanzeigen von Prominenten), mit denen Menschen auf bestimmte Webseiten gelockt oder zu Unterhaltungszwecken in die Irre geführt werden sollten. In dieser Verwendung wurde es ab 2014 ins Deutsche entlehnt, konnte sich aber zunächst nicht gegen etablierte Wörter wie Hoax(-Meldung) behaupten. Der Durchbruch in den allgemeinen Sprachgebrauch erfolgte erst ab November 2016 im Zusammenhang mit einer Bedeutungsverschiebung hin zu politisch motivierten Falschmeldungen, die – angeblich – dem Kandidaten Donald Trump den Sieg im Präsidentschaftswahlkampf in den USA bescherten. […] Überzeugt hat die Jury an Fake News neben seiner überwältigenden und anhaltenden öffentlichen Präsenz vor allem, dass es eine Lücke im deutschen Wortschatz füllt, die ohne das Wort fake nicht ganz einfach zu schließen ist. […]. Anders als falsch (oder das englische false) bezeichnet das Adjektiv fake bewusste, in Täuschungsabsicht hergestellte Nachbildungen von Dingen […].“

## Geschichte und Herkunft
Fake News dürften so alt sein wie Nachrichten und menschliche Kommunikation über Ereignisse schlechthin und sind keineswegs eine Erfindung des Internetzeitalters. Dass Fake News unabhängig vom Medium sind, mit dem sie übertragen werden, macht ein frühes in Stein gemeißeltes Beispiel, die Schlacht von Kadesh (1274 v. Chr.), deutlich. Pharao Ramses II. verwandelte hierbei eine schwere Niederlage gegen die Hethiter in einen triumphalen Sieg und ließ diesen in einem monumentalen Relief darstellen. Schon immer wurden Fake News also im Sinne der eigenen politischen Ziele instrumentalisiert. Nicht selten waren hierbei Minderheiten die Zielscheibe. So brachte 1475 der franziskanische Prediger Bernardino de Feltr die Fake News in Umlauf, Juden hätten ein zweijähriges Kind entführt, um dessen Blut beim Pessachfest zu trinken. Eine Falschmeldung, die Jahrhunderte überdauern sollte.
Fake News, die in tagesaktuellen Formaten verbreitet werden, gibt es seit der „Penny Press“ der frühen 1800er Jahre. 1835 erschien in der New York Sun eine 6-teilige Serie über Fledermausmenschen auf dem Mond, in Folge als „Great Moon Hoax“ bekannt geworden. Diese Meldung führte zu der bis dahin höchsten Zeitungsauflage weltweit. 1874 berichtete The Herald vom Ausbruch wilder Tiere aus dem Central Park Zoo, was zu panikartigen Szenen, aber auch zu großem finanziellen Erfolg führte. Hier tritt erstmals ein klassisches Motiv für die Verbreitung von Fake News ans Licht: der finanzielle Profit. Im Zuge staatlicher Propaganda und Zensur während des Ersten Weltkriegs und mit dem Aufkommen der Public Relations in den 1920er Jahren entwickelten sich im Journalismus die „Codes of Conduct and Ethics“.

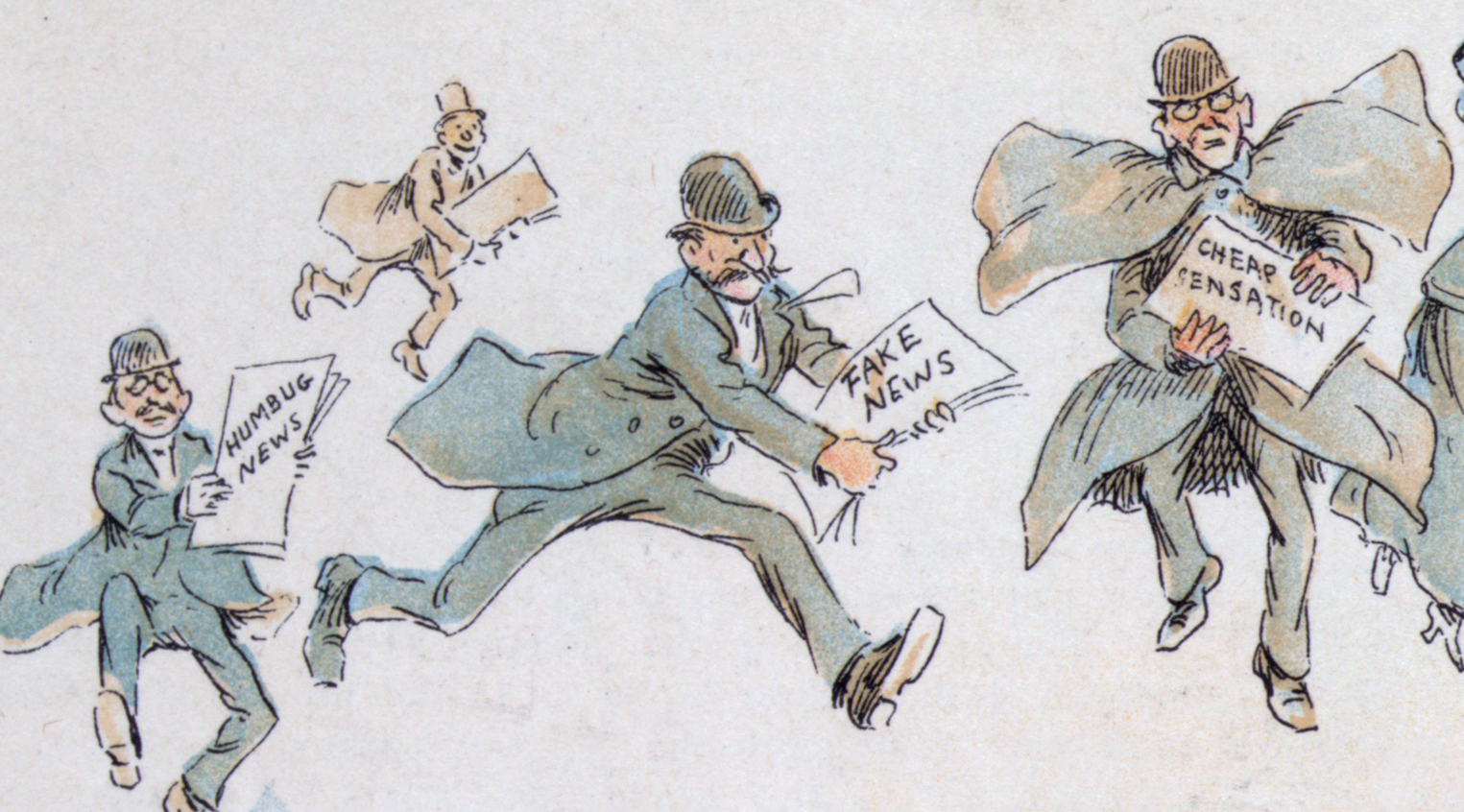
Ausschnitt aus F.B. Opper: The fin de siècle newspaper proprietor, Karikatur, Puck Magazin, 7. März 1894: Eifrige Reporter tragen Humbug news, Fake news, Cheap sensation zu.

Den Herausgebern des Webster’s Dictionary zufolge gehen die Anfänge der Bezeichnung Fake News mindestens auf das Jahr 1890 zurück. Auf der Website des Verlags wird als Beispiel hierfür die Schlagzeile „Secretary Brunnell Declares Fake News About His People is Being Telegraphed Over the Country“ genannt.

## Verbreitung und Ursachen
Ende April 2017 veröffentlichte Facebook Inc. (heute: Meta Platforms) ein „Whitepaper“, in dem sie feststellt, dass ihre Plattform für gezielte Desinformationskampagnen benutzt wurde, zum Beispiel im US-Präsidentschaftswahlkampf 2015/16 oder im Wahlkampf zur Präsidentschaftswahl in Frankreich 2017.
Nach einer Mitte Juni 2017 von der Internet-Sicherheitsfirma Trend Micro veröffentlichten Studie können die öffentliche Meinung beeinflussende Fake-News-Kampagnen, die geeignet sind, das Vertrauen in Institutionen zu zerstören, bei „Dienstleistern“ im „Darknet“ bestellt werden: Eine Wahlbeeinflussung kostete nach Beispielen von chinesischen, englischsprachigen oder russischen Anbietern bis zu 400.000 US-Dollar, die Provokation von Protesten bis zu 200.000 und die Diskreditierung einer Journalistin beispielsweise bis zu 50.000 US-Dollar.
Gemäß einer Studie des Oxford Internet Instituts zur Verbreitung von „Junk News“ in den sozialen Medien in Europa und den USA kam bei der US-Präsidentschaftswahl 2016 auf jeden Link zu einer professionellen Nachrichtenquelle ein Link zu „Junk News“.
Die russische Propaganda dient dem politischen Ziel Russlands, im liberalen Ausland „das Vertrauen der Bürger in die Sicherheit des Landes“ zu erschüttern (Gerassimow-Doktrin) und damit „die Demokratie zu schwächen“. Nach Meinung in der Neuen Zürcher Zeitung (NZZ) konzentrierten sich „die russischen Trolls (vor den US-Midterms 2018) offenbar nicht mehr auf die Herstellung von Fake-News, sondern zusehends darauf, Inhalte von rechts- oder linksextremistischen Seiten möglichst weit zu verbreiten – mit der Absicht, die gesellschaftliche Polarisierung zu verstärken“. Die Verbreitung dieser Desinformation kann auch auf wachsende Legitimitätsprobleme in vielen Demokratien zurückgeführt werden. Schwindendes Vertrauen der Bürger in Institutionen untergräbt die Glaubwürdigkeit offizieller Informationen in den Nachrichten und öffnet die Öffentlichkeit für alternative Informationsquellen.

### Social Bots
„Social Bots“, Computerprogramme, die in den letzten Jahren vermehrt in sozialen Netzwerken eingesetzt werden, sind ein entscheidendes Hilfsmittel bei der Verbreitung von Fake-News. In der wissenschaftlichen Literatur und der Presse werden nur wenige Belege für den Einfluss von Social Bots geführt. Immerhin gibt es Beispiele, bei denen sich dieser Einfluss klar bemerkbar macht: Das sind die Protestbewegung in der Ukraine 2013/2014, der Verlauf der Brexit-Abstimmung in Großbritannien 2016 sowie der Verlauf der US-Präsidentschaftswahl 2016. Im US-Präsidentschaftswahlkampf wurden 20 % der Tweets auf der Plattform Twitter durch Social Bots erstellt. Während der Ukraine-Proteste wurden täglich durchschnittlich etwa 60.000 Tweets von 15.000 Bots verbreitet.

### Soziale Medien als politische Informationsquellen
In den sozialen Netzwerken verbreiten sich Fake News besonders gut, da sich erstere in der digitalen Welt zu einer bevorzugten politischen Informationsquelle entwickelt haben. Das liegt zunächst an niedrigeren Kosten, da der Produzent der Fake News hierfür keine eigenen Server betreiben muss. Der für den Gebrauch von „Newsfeeds“ auf Smartphones und Tablets sehr begrenzt verfügbare Speicherplatz erhöht einerseits die Lesbarkeit und damit die Attraktivität der angebotenen Texte, die griffig formuliert sein müssen und auf die praktisch jederzeit zugegriffen werden kann. Zum anderen verhindert diese Tatsache aber auch die Weitergabe von oft notwendigem Hintergrundwissen und damit die Überprüfung ihres Wahrheitsgehalts. In einer 2018 in Science veröffentlichten Studie wurden mehr als 4,5 Millionen von Twitter zur Verfügung gestellte Tweets von etwa 3 Millionen Usern zu rund 126.000 verschiedenen Nachrichten aus den 7 Themenbereichen Politik, moderne Sagen, Wirtschaft, Terrorismus, Wissenschaft, Unterhaltung und Naturkatastrophen über einen Zeitraum von 11 Jahren ausgewertet. Die Wissenschaftler kamen zu der Erkenntnis, dass sich falsche, vorwiegend politische Informationen auf Twitter mit wesentlich größerer Reichweite und Geschwindigkeit verbreiten als wahre Informationen. Bei der Weitergabe spielen bots offenbar keine signifikante Rolle, sondern eher unerfahrene, von der Neuigkeit der Falschmeldungen beeindruckte User.

### Verhaltensökonomische Erklärung
Die Verbreitung von Fake News besonders in den sozialen Netzwerken folgt verhaltensökonomischen Mustern. In der psychologischen Forschung sind eine Reihe kognitiver Verzerrungen bekannt, die Einfluss darauf nehmen, wie Rezipienten auf Nachrichten und Informationen reagieren beziehungsweise diese verarbeiten:
- Gemäß dem „Consistency Bias“ wirken Informationen, die die eigene Meinung bekräftigen, glaubhafter als solche, die in Konflikt zu dieser stehen.[39][7]
- Der Wahrheitseffekt (englisch Illusory Truth Effect) besagt, dass Informationen, die bereits mehrfach wahrgenommen wurden, glaubhafter wirken als fremde Informationen, selbst wenn diese unplausibel wirken.[39][7]
- Die Verfügbarkeitsheuristik beschreibt, wie Menschen eine These beurteilen, ohne sich genügend Zeit für deren Überprüfung zu nehmen. Fake News werden außerdem eher als wahr erachtet, wenn sie frisch im Gedächtnis verankert wurden.[40] In diesem Zusammenhang stellte die Universität Passau Untersuchungen im Hinblick auf den Third-Person-Effekt an.[41]

Mit diesen heuristischen Methoden werden die Fake News bei vorwiegend ungebildeten Personen im Gedächtnis verankert, die in isolierten Gruppen Gleichgesinnter, denen sie vertrauen, unterwegs sind.
Bei Fake News liegen asymmetrische Informationen vor, da ihr Produzent besser informiert ist als ihr Empfänger (Prinzipal-Agent-Problematik). Der Empfänger ist sich oft der schlechten Qualität der Fake News nicht bewusst, der Produzent schon. „Echte“ Nachrichten sind in ihrer Produktion und Vermittlung außerdem aufwendiger als Fake News, letztere sind eher in einer einfachen Sprache verfasst.
Mehrere Studien konnten außerdem zeigen, dass die Leichtgläubigkeit von Personen bezüglich Fake News abhängig von deren Intensität des analytischen beziehungsweise reflexiven Denkens ist.

### Intraindividuelle Risikofaktoren
In einer Studie von Guess et al. (2019) wurden US-amerikanische Probanden, die in sozialen Netzwerken Informationen von Fake-News-Websites teilten, hinsichtlich diverser demografischer und psychologischer Variablen untersucht. Die Ergebnisse zeigten, dass diese Personen politisch eher den konservativen Republikanern zugeordnet werden konnten. Hinsichtlich des Geschlechts, des Bildungsgrades und des Einkommens konnten keine signifikanten Unterschiede gefunden werden. Signifikante Unterschiede ergab jedoch die Untersuchung des Alters: Personen im Alter ab 65 Jahren teilten Fake News im Durchschnitt sieben Mal häufiger als Personen im Alter von 18 bis 29 Jahren. Dieses Ergebnis blieb auch unter statistischer Kontrolle anderer Einflussfaktoren signifikant. Die Autoren schlussfolgerten aus diesen Erkenntnissen, dass insbesondere ältere Social-Media-Nutzer mangelhafte Kompetenzen im Umgang mit Fake News besäßen, da ihr Medienkonsumverhalten im Unterschied zu jüngeren Nutzern eine längere Zeit durch qualitativ hochwertigen Journalismus gekennzeichnet sei. Die Fähigkeit einer kritischen Reflexion von Medieninhalten sei daher möglicherweise durch die Qualität der Berichterstattung weniger ausgeprägt gefördert worden als bei jüngeren Nutzern.

## Folgen

### Negative gesellschaftliche Folgen
Da eine funktionierende Demokratie von einer gut informierten Bevölkerung abhängig ist, führt das Verbreiten von Falschinformationen durch Fake News nicht nur dazu, dass Menschen falsch informiert sind, sondern kann darüber hinaus auch schwerwiegende Folgen für die komplette Gesellschaft haben. So führte z. B. in der Vergangenheit die Verbreitung von Falschinformationen über das Impfen dazu, dass Eltern ihre Kinder nicht impfen ließen, wodurch es zu einem deutlichen Anstieg vermeidbarer Erkrankungen kam. Neben derart direkten Folgen bestehen aber noch weitere gesellschaftliche Risiken. So gibt es Belege, dass die Verbreitung von Falschinformationen bei manchen Menschen dazu führt, dass sie generell aufhören, an die Existenz von Fakten zu glauben. Dies kommt insbesondere dann vor, wenn die Falschinformationen zusammen mit Verschwörungstheorien verbreitet werden.
Mitunter können Fake News direkt dazu führen, dass Menschen ums Leben kommen. So führten beispielsweise in Indien Falschmeldungen über Kindesentführungen zu mehreren Lynchmorden. Im Iran führte die Verbreitung von Fake News dazu, dass während der COVID-19-Pandemie eine vierstellige Zahl an Menschen eine Methanolvergiftung erlitten, nachdem sie in Social Media gehört hatten, dass das Trinken von Methanol vor der Krankheit schütze. Hunderte Menschen starben an der Vergiftung, andere erblindeten oder erlitten sonstige Gesundheitsschäden.

### Anfeindungen
Medien berichten von Anfeindungen gegen Wissenschaftler und Journalisten, die mit wissenschaftlichen Fakten gegen Fake News vorgegangen waren. Hierbei geht es unter anderem um Beschimpfung, Diffamierung, Bedrohung sowie – besonders bei Frauen – sexuelle Diffamierung bis hin zu „Vergewaltigungsfantasien“. In Deutschland wurde eine bundesweite Anlaufstelle gegründet, die Personen berät und unterstützt, die aufgrund ihrer Wissenschaftskommunikation Opfer von digitaler Gewalt, Hassrede oder Medienkampagnen geworden sind.

### Wirtschaftlicher Schaden durch Fake News
Ein Beispiel für einen wirtschaftlichen Schaden ist der Absturz der Baukonzern-Aktie Vinci 2016: Die französische Firma verlor kurzzeitig 18 % ihres Werts. Grund war die gefälschte Pressemitteilung, dass der Konzern seine Bilanzen für die Jahre 2015 und 2016 überarbeiten müsse und daraufhin der Finanzchef entlassen worden sei. Diese Mitteilung stellte sich im Nachhinein als falsch heraus und führte dazu, dass die Börsenaufsicht Autorité des marchés financiers (AMF) ermittelte.
Ein weiteres Beispiel ist der rasante Anstieg der Aktie des Unternehmens Cynk 2014: Mithilfe sozialer Netzwerke und Bots konnte der Aktienkurs in die Höhe getrieben werden; ein weiterer Grund waren die Trading-Algorithmen, welche die Gerüchte rund um das Unternehmen als relevant erachteten und daraufhin dessen Aktie kauften. Die Aktie erreichte das 200-Fache ihres Ursprungswerts, was dazu führte, dass das Unternehmen innerhalb kürzester Zeit sechs Mrd. Dollar wert war, bis der Verkauf der Aktie ausgesetzt wurde, was wiederum zu Verlusten bei den Anlegern führte.
Ein falscher Tweet über eine angebliche Explosion, bei der Barack Obama zu Schaden gekommen sein sollte, verursachte 2013 einen Börsenverlust von ca. 130 Milliarden US-Dollar.

## Gegenmaßnahmen
Die Europäische Union hat als Ergebnis der im September 2015 eingerichteten East StratCom Task Force, einer EU-Kommissions-Arbeitsgruppe zur Verfolgung und Analyse von aus Russland nach Europa strömenden Desinformationen, die Disinformation Revue erstellt und eine entsprechende Homepage geschaltet. Die East StratCom Task Force identifizierte in 20 Monaten 3.200 Falschmeldungen.
Am 12. März 2018 legte die im Januar des Jahres von der EU eingesetzte unabhängige „Expertengruppe für Fake News und Desinformation“, der 29 Medien- und Hochschul-Vertreter angehören, der zuständigen EU-Kommissarin Marija Gabriel einen ersten Bericht vor. Die Vorsitzende Madeleine de Cock Buning stellte fest, dass man aufgrund mangelnder Trennschärfe nicht mehr den Begriff „Fake News“ verwenden wolle; es gehe um bewusst gestreute Falschnachrichten und nicht um Satire oder Fehler, auch nicht um Zensur. Insgesamt solle eine entsprechende Manipulation der Europawahl 2019 verhindert werden.
Snopes ist mit der Gründung 1994 das älteste US-Online-Angebot zur Aufdeckung von Falschnachrichten. Es beurteilt mittlerweile den Begriff „Fake News“ unter anderem aufgrund des inflationären Gebrauchs durch Donald Trump als nutzlos.
Internetportale wie mimikama.org oder politifact.com überprüfen auf Anfrage oder in eigener Recherche entsprechende Aussagen bzw. Meldungen auf ihren Wahrheitsgehalt und unterziehen sie „Faktenchecks“. In Deutschland startete im Jahr 2017 die ARD mit einem eigenen Portal namens faktenfinder unter der Federführung von Patrick Gensing auf der Domain von tagesschau.de, während der Bayerische Rundfunk das Portal faktenfuchs betreibt. Spiegel Online stellt zwei Checklisten zur Erkennung der Produkte von Social Bots und Fake News zur Verfügung.
Bundesländer in Deutschland stellen eigene Aufklärungskampagnen und Lerneinheiten zur Förderung der Medienkompetenz bei Schülern und Erwachsenen zur Verfügung. In der Schweiz stellt der Nachfolger des klassischen Schulfernsehens, das Portal mySchool, Unterrichtseinheiten zur Verfügung. In Deutschland wird das Portal So geht Medien vom BR für die öffentlich-rechtlichen Anstalten gepflegt nebst dem Angebot der Bundeszentrale für politische Bildung.
Zur Korrektur von Gerüchten und Falschmeldungen, die von Schleusern in der Absicht verbreitet werden, Migranten nach Deutschland zu locken (z. B. „Deutschland schenkt jedem Flüchtling ein Haus“), betreibt die Bundesregierung seit dem 23. Oktober 2017 die Internetseite RumoursAboutGermany.info in Arabisch, Französisch und Englisch.
Die Büchereizentrale Schleswig-Holstein bietet mit der Internetseite diefakehunter.de ein Informationsangebot zu Fake News, das sich an Kinder und Jugendliche richtet.

### Soziale Netzwerke
Es gibt Bestrebungen, Fake News in sozialen Netzwerken zu verhindern oder zu kennzeichnen; in Zusammenarbeit mit dem Netzwerk Recherche und dem journalistischen Portal Correctiv will z. B. Facebook in einem Testlauf entsprechende Meldungen auch in Deutschland kennzeichnen.

#### Erkennung von Fake News auf Facebook
Da das Unternehmen selbst den Wahrheitsgehalt von Inhalten („Postings“) nicht prüfen könne oder wolle, arbeitet es in den Vereinigten Staaten mit Firmen und Organisationen zusammen, die den Poynters International Fact-Checking Code of Principles (dt. „Poynters Kodex über internationale Fakten-Check-Prinzipien“) unterzeichnet haben, z. B. Snopes, Politifact, FactCheck.org und ABC News.
Im April 2017 gab Facebook eine Pressemitteilung zum Thema Desinformation heraus, in der konkrete Anhaltspunkte dafür genannt werden, wie man Fake News auf der Plattform erkennen könne. Facebook nennt die drei Hauptbereiche, in denen es gegen Falschnachrichten vorgehen wolle: das Bekämpfen wirtschaftlicher Anreize, da die meisten Falschmeldungen finanziell motiviert seien, das Entwickeln neuer Produkte, um die Verbreitung von Falschmeldungen einzudämmen, und die Unterstützung der Nutzer, fundierte Entscheidungen zu treffen, wenn sie auf Falschmeldungen stoßen.

### Staatliche Regulierung in Deutschland und anderen europäischen Ländern
Über die Regulierung von Fake News wird Ende der 2010er Jahre viel diskutiert. Der Spielraum der Gesetzgeber ist ziemlich weitläufig. Die momentane Regelung sieht vor, dass ein zivilrechtliches Verfahren nur dann möglich ist, wenn individuelle Personen betroffen sind. Diese Tatsache zeigt, dass es aktuell große Lücken in der Rechtsverfolgung gibt. Allerdings ist eine Regulierung sehr schwierig, da darauf zu achten ist, dass es nicht zu einer Zensur kommt. Die Meinungsfreiheit muss auf jeden Fall geschützt sein.

#### Deutschland
Die Bundesregierung hat im Frühjahr 2017 mit dem Netzwerkdurchsetzungsgesetz (NetzDG) einen Gesetzentwurf erarbeitet, welcher sich mit der Verbesserung der Rechtsdurchsetzung in sozialen Netzwerken befasst.
Verbände, Verlage und Politiker kritisieren das Gesetz gegen Hate Speech und Fake News. So bemängelten etwa der Bundesverband Bitkom und der Deutsche Journalisten-Verband, die Ursachen strafbarer Hetze würden außer Acht gelassen und die Meinungsfreiheit eingeschränkt. Politiker stellten fest, dass Facebook nicht qualifiziert sei, zu beurteilen, ob ein strittiger Beitrag rechtswidrig sei.
Das deutsche Strafrecht kennt keinen expliziten Fake-News-Tatbestand. Die Verbreitung derartiger Falschmeldungen fällt je nach Angriffsrichtung in den Anwendungsbereich klassischer Tatbestände. Dazu zählen insbesondere die Verleumdung (§ 186 StGB), die üble Nachrede (§ 187 StGB), die Volksverhetzung (§ 130 StGB), die falsche Verdächtigung (§ 164 StGB) oder die Marktmanipulation (§ 119 Abs. 1, § 120 Abs. 15 Nr. 2 WpHG). Vereinzelt werden in der Literatur Strafbarkeitslücken im Ehrschutz und im Wahlstrafrecht gesehen.

#### Tschechische Republik
Die Tschechische Republik hat am 1. Januar 2017 ein neues Abwehrzentrum gegen Fake News eingesetzt. Das neue Zentrum gegen Terrorismus und hybride Gefahren, kurz CTHH, hat rund 20 Mitarbeiter. Dieses Zentrum ist Teil des Innenministeriums und soll nicht als Geheimdienst angesehen oder für die Vollstreckung von Gesetzen genutzt werden. Es dient nicht zur Verbreitung von Propaganda und soll gezielt über Fake News informieren.

#### Ungarn
Mit dem Notstandsbeschluss zur Covid-19-Pandemie kam eine neue Bestimmung gegen Fake News ins ungarische Strafgesetzbuch. Der neue Paragraph 337 stellt es unter Strafe von bis zu drei Jahren Haft, wenn jemand während eines Ausnahmezustands „falsche oder verzerrte Fakten“ vor großer Öffentlichkeit so verbreitet, dass bei einer größeren Zahl von Menschen „Unruhe verbreitet“ wird. Bis fünf Jahre Haft drohen, wenn dies auf eine Weise erfolgt, die geeignet ist, „den Erfolg der Verteidigung zu verhindern oder zu vereiteln“. „Diese Strafbestimmung ist angemessen und notwendig, um Desinformationskampagnen zu bekämpfen“, sagte Justizministerin Judit Varga dazu.

#### Frankreich
Die Verbreitung von Fake News kann in Frankreich bestraft werden, worauf die staatliche Commission Nationale de Contrôle de la Campagne électorale vor den Präsidentschaftswahlen 2017 hinwies.

### Interventionsmaßnahmen
Um Fake News selbst zu erkennen und dagegen vorzugehen, gibt es verschiedene Interventionsmaßnahmen:

#### Debunking
Beim Debunking werden Fake News durch eine tatsachenbasierte Information widerlegt. Das „The Debunking Handbook 2020“ schlägt dafür folgende Schritte vor:
- Die richtige Information nennen, um direkt zu Beginn klarzustellen, was richtig ist.
- Vor den falschen Informationen warnen, die im nächsten Schritt folgen.
- Den Irrtum, der den Fake News zugrunde liegt, erklären.
- Nochmals die richtige Information nennen, damit der Adressat sich an sie erinnert.[77]

Für erfolgreiches Debunking hat es sich als sinnvoller erwiesen, die korrekten Fakten zu betonen, anstatt ausführlich auf die falschen Aussagen einzugehen. Wenn die Falschinformation auch nach der Korrektur Einfluss auf den Rezipienten hat, nennt man das Continued Influence Effect.

#### Prebunking (auch Inoculation genannt)
Prebunking, aufbauend auf der Inoculation Theory, funktioniert wie eine Art Impfung, indem ein Adressat mit einer geringen Dosis Fake News konfrontiert wird, die ihn veranlasst, seine Ansichten mit passenden Gegenargumenten zu verteidigen. Diese Technik soll zu erhöhter Widerstandsfähigkeit bei wiederholter Konfrontation mit Fake News führen. Empirisch hat sich gezeigt, dass Prebunking oder Inoculation hilft, eigene Überzeugungen vor äußeren Einflüssen und damit auch gegenüber Fake News zu schützen.
Diese Technik wird auch in den Online-Spielen „go viral“ oder „getbadnews“ angewendet, wobei der Spieler die Rolle übernimmt, möglichst viele Fake News zu verbreiten. Dabei soll der Spieler die Fake News möglichst glaubhaft machen, zum Beispiel durch Emotionalisierung oder durch Anknüpfen an vorhandene Verschwörungstheorien. Dadurch soll der Spieler hinterher bestimmte Fake News besser erkennen. Im Gegenteil zum Debunking gegen einzelne Falschinformationen bietet das Prebunking Aufklärung über grundlegende Strategien gegen eine breite Palette von Fake News.

#### Gegenrede
Gegenrede ist die aktive Reaktion auf Fake News und wird vor allem auf sozialen Netzwerken betrieben. Hier wird versucht, irreführende Argumentationsstrategien mit Hilfe von faktenbasierten Argumenten aufzudecken.
Die Wirkung von Gegenrede ist empirisch noch nicht ausreichend erforscht; es gibt aber Hinweise darauf, dass Gegenrede depolarisierend wirken kann und zur Verringerung von Meinungsverschiedenheiten in Kommentarspalten beitragen kann.

#### Fact-Checking
Beim Fact-Checking werden Aussagen mit Hilfe von gesicherten Fakten überprüft. Empirisch hat sich gezeigt, dass Fact-Checking nur geringen Einfluss auf vorgefasste Überzeugungen hat und nur wenig zur Korrektur von Fake News beiträgt. Es kann aber tatsachenbasierte Meinungen unterstützen und so dem Einfluss durch Fake News vorbeugen.

#### Überprüfung von Nachrichten
Anhand bestimmter Kriterien können Nachrichten und deren Verbreiter beurteilt werden und die Ergebnisse dieser Bewertung Internetnutzern zur Verfügung gestellt werden.
Laut einer von der Bertelsmann Stiftung in Auftrag gegebenen Studie, für die im März 2023 mehr als 13.000 Menschen in der EU repräsentativ befragt wurden, waren 54 Prozent der befragten EU-Bürger häufig oder sehr häufig verunsichert, wenn ihnen Informationen im Internet begegnen. Nur 44 Prozent gaben an, schon einmal Informationen aus dem Internet überprüft zu haben. 86 Prozent der Befragten waren der Meinung, dass die Politik mehr gegen die Verbreitung von Desinformation unternehmen solle.

## Beispiele

### Russland
Regierungsabhängige Medien behaupteten die angebliche Kreuzigung eines Jungen durch ukrainische Militärs, instrumentalisierten fremdenfeindliche Stimmungen im „Fall Lisa“ und verbreiteten Falschinformationen rund um den Abschuss von MH17.

### Vereinigte Staaten von Amerika
Auf rassistischen Internetforen gefundene gefälschte FBI-Statistiken über angeblich von Schwarzen an weißen Frauen verübte Vergewaltigungen veranlassten den 21-jährigen Dylann Roof im Juni 2015 zu einem rassistisch motivierten Massaker an afroamerikanischen Kirchgängern in Charleston / South Carolina. „Politisch folgenreicher waren die fake news, die Donald Trump produzierte, als er sich zum ersten Mal in die Politik wagte: Als Anführer der sogenannten Birther-Bewegung behauptete er, Barack Obama sei nicht in den USA geboren und folglich nicht berechtigt, US-Präsident zu sein … (damit) trug die Birther-Bewegung dazu bei, dass ein Teil der Nation Obama immer noch als unamerikanisch und illegitim abschrieb – und alles dafür tat, dass er möglichst wenig politisch umsetzen konnte.“
In den USA wird insbesondere das Breitbart-News-Netzwerk mit Fake News in Verbindung gebracht. Bekannte Fälle waren etwa 2009 die sogenannte „ACORN-Demontage“, 2013 die sogenannte „Friends of Hamas“-Kampagne.
Im Vorfeld der Präsidentschaftswahl in den Vereinigten Staaten 2016 hielten einige Kommentatoren es für problematisch, dass zahlreiche frei erfundene Falschmeldungen auf Facebook unter den Nutzern verbreitet wurden. Über die demokratische Kandidatin Hillary Clinton wurden zahlreiche Fake News verbreitet, die sie mit Satanismus, Pädophilie, Morden und anderen Themen in Verbindung bringen sollten. So war ein Pizzarestaurant in Washington unter dem Stichwort Pizzagate zum Gegenstand einer Verschwörungstheorie gegen Hillary Clinton und ihr Wahlkampfteam geworden. Daraufhin überfiel ein 28-jähriger, mit Kampfgewehren bewaffneter Mann dieses Restaurant, um von einem angeblichen Kinderpornoring Clintons dort festgehaltene Kinder zu befreien. Nach einer Studie des Pew Research Centers nutzen 44 % der erwachsenen amerikanischen Bevölkerung Facebook als Nachrichtenquelle. Die Nutzerkonten von angeblichen Nachrichtenredaktionen teilten ihren Lesern auf Facebook etwa mit, dass beispielsweise Papst Franziskus oder die Amischen Gemeinden der USA den Kandidaten und späteren Präsidenten Donald Trump unterstützen würden.
Möglich war das, weil das Unternehmen Facebook zwar den Nachrichtenfluss zwischen seinen Nutzern überwacht, aber die Inhalte keiner redaktionellen Kontrolle unterzieht. Verschärfend kam hinzu, dass spektakuläre Falschmeldungen mehr Leser anziehen, was von Facebook automatisch registriert wurde und den Stellenwert der Falschmeldung bei den Nachrichtenvorschlägen für andere Nutzer künstlich erhöhte.
Durch die Ausschüttungen von Werbeeinnahmen an die Urheber populärer Falschmeldungen durch die Netzwerke scheint ein Teil des Phänomens auf solche Meldungen zurückzuführen zu sein, die von Personen ohne politisches Interesse, allein mit der Absicht, Gewinn zu erzielen, verfasst wurden. So erlangte die Stadt Veles in Mazedonien 2016 internationale Bekanntheit, weil Bürger dieser Stadt das Betreiben von Webseiten mit Fake News beim US-Wahlkampf zu einem Geschäft gemacht hatten. Ähnliche Probleme zeigten sich beim Internetkonzern Google, bei dem Falschmeldungen mit Wahlkampfbezug als empfohlene Nachrichteninhalte angezeigt wurden.
So erfand etwa ein US-Amerikaner in der Endphase des Wahlkampfes im September 2016 eine Meldung, nach der zehntausende zugunsten der Kandidatin Clinton vorausgefüllte Wahlzettel, nebst Wahlurnen, in einem Lagerhaus in Ohio gefunden wurden. Er platzierte die Meldung auf einer eigenen Internetpräsenz, die er zu dem Zweck angemietet und im Stil einer Nachrichtenseite gestaltet hatte, und versah die Meldung mit einem Archivfoto, das er über eine Suchmaschine im Internet gefunden hatte. Er erreichte so, dass seine Meldung von rund sechs Millionen Nutzerkonten in Sozialen Netzwerken geteilt wurde, was in kurzer Zeit etwa 5.000 US-Dollar an Werbeeinnahmen generierte.
Der Präsidentschaftskandidat der Republikanischen Partei Donald Trump behauptete im Rahmen der Präsidentschaftswahl in den Vereinigten Staaten 2024 in der Debatte mit Kamala Harris auf ABC fälschlicherweise, dass Migranten aus Haiti in Springfield (Ohio) die Haustiere der dortigen Einwohner essen würden. In der Folge kam es zu mindestens 33 Bombendrohungen gegen Institutionen in dem Ort, wie der Gouverneur von Ohio, Mike DeWine, berichtete.

### Deutschland
Anfang 2016 sorgte insbesondere der „Fall Lisa“ für diplomatische Verstimmungen zwischen Deutschland und Russland sowie ein ähnlich gelagerter erfundener Vorwurf in Litauen gegenüber Bundeswehrsoldaten im Februar 2017. Ein gefälschtes Zitat von Renate Künast unter falscher Quellenangabe führte zu juristischen Auseinandersetzungen. Im Kontext der Flüchtlingskrise in Deutschland 2015/2016 stand auch die Anfang 2016 von einem Helfer erfundene Meldung über einen Flüchtling, der in Folge der langen Wartezeiten und Umstände am Berliner LAGESO verstorben sei. Der syrische Flüchtling Anas M., der durch ein Selfie mit der Bundeskanzlerin Angela Merkel öffentlich bekannt wurde, erwirkte eine Klage gegen Facebook vor dem Landgericht Würzburg, nachdem er dort unter anderem als „Terrorist“ verunglimpft worden war. Ein Antrag auf Erlass einer einstweiligen Verfügung gegen Facebook wurde zurückgewiesen. Zu Silvester 2016 wurde von Breitbart die Meldung verbreitet, eine Kirche in Dortmund sei von tausend Männern, die „Allahu Akbar!“ gerufen hätten, in Brand gesteckt worden.
Nach den Enthüllungen zur möglichen Rolle von Falschmeldungen im Zusammenhang mit Donald Trumps Präsidentschaftswahlkampf zur Präsidentschaftswahl in den Vereinigten Staaten 2016 forderten verschiedene Politiker Konsequenzen sowohl für die Verfasser von Falschmeldungen als auch für die sozialen Netzwerke, die für ihre Verbreitung sorgten. Deutschlands damaliger Justizminister Heiko Maas wies darauf hin, dass bei übler Nachrede und Verleumdung einer Person des öffentlichen Lebens bis zu fünf Jahre Freiheitsstrafe drohen. Martin Schulz, damaliger Präsident des Europäischen Parlamentes, drohte mit einer entsprechenden europäischen Gesetzgebung, sollten die Konzerne die Verbreitung von Falschmeldungen nicht von sich aus stoppen. Das Bundesinnenministerium unter Thomas de Maizière plante laut Spiegel ein „Abwehrzentrum gegen Desinformationskampagnen“: „Da der Schwerpunkt bei der Öffentlichkeitsarbeit liegt, sollte die Federführung für diese zu schaffende Bündelungseinheit beim Bundeskanzleramt (Bundespresseamt) angesiedelt werden.“ Als besonders anfällige Bevölkerungsgruppen werden „Russlanddeutsche“ sowie „türkischstämmige Menschen“ ausgemacht, bei denen laut dem Vorschlag eine „Intensivierung der politischen Bildungsarbeit“ erfolgen solle. Zudem lege das Bundesinnenministerium den Parteien nahe, sich noch vor den nächsten Landtagswahlen auf Grundregeln des Wahlkampfes und gegen den Einsatz von Social Bots und Fake News zu einigen: „Die Akzeptanz eines postfaktischen Zeitalters käme einer politischen Kapitulation gleich.“
Nach der Ende März 2018 veröffentlichten Studie „Fakten statt Fakes“ der Stiftung Neue Verantwortung hatten Falschnachrichten im Zusammenhang mit dem Bundestagswahlkampf 2017 im Vergleich zur Reichweite von Nachrichten klassischer Medien eine geringere Wirkung als teilweise angenommen. Die Studie zeigte jedoch, dass „Rechtspopulismus“ die „Echokammern“ „sozialer Medien“ strategisch nutze und die Verbreitung falscher Inhalte gezielt betreibe.

### Österreich
In Österreich hat der Journalist Florian Klenk im März 2017 Klage gegen die niederösterreichische Landesorganisation der Österreichischen Volkspartei und ihren Geschäftsführer eingereicht, da diese seine Berichterstattung über die Dr. Erwin Pröll Privatstiftung als „Fake News“ verunglimpften. Er erhoffte sich vom Gericht eine Klärung der Frage, was Fake News sind.

### Italien
Beide Partner der Regierungskoalition von Cinque Stelle und Lega warfen den Medien vor, eine Hetzkampagne gegen sie zu führen und Volksfeinde zu sein; ausgerechnet als Minister für Wirtschaft und Arbeit feierte Luigi di Maio den vermeintlichen Tod der Printmedien, während seine Partei laut NZZ selber „Spitzenreiter im Bereich der Fake News“ war. Ihre Nachrichtenportale verbreiteten auch Informationen fragwürdiger russischer Webseiten. Die Basis der beiden populistischen Parteien sei anfällig für Verschwörungstheorien. Mit Falschmeldungen torpediere die Lega gemäß NZZ derweil demokratische Prozesse, dies in Kontakt mit rechtsnationalen Kreisen in den USA.

### China
Nach Recherchen der Professorin an der Fakultät für Bio-Industrie-Kommunikation und Entwicklung der Nationaluniversität Taiwan, Tai-Li Wang, überschwemmte China die Republik Taiwan während der dortigen Präsidentschaftswahlen 2020 mit gefälschten Meldungen. Auch die freie Medienbranche des Inselstaates geriet durch chinesische Infiltration oder gar Aufkäufe von taiwanischen Medien unter Druck. Ein taiwanischer Beamter hatte im Jahr 2018 nach inzwischen nachgewiesenen gefälschten Meldungen und durch sie verursachte Kritik Suizid begangen.

## Weiteres
Papst Franziskus setzte den 2018 am 13. Mai (in Deutschland am 9. September) alljährlich stattfindenden Welttag der sozialen Kommunikationsmittel unter das Motto „Die Wahrheit wird Euch befreien – Fake News und Journalismus für den Frieden“: „Gezielte Falschnachrichten erzeugten und nährten eine Polarisierung der öffentlichen Meinung“.
Im Oktober 2017 behauptete US-Präsident Donald Trump in einem Interview mit dem Fernsehsender Christian TV, dass er den Begriff Fake im Zusammenhang mit den Medien geprägt habe (“I think one of the greatest of all terms I’ve come up with is ‘fake’.”). Dem widersprechen seriöse Kommentatoren (siehe Geschichte und Herkunft). Die von Trump erdachten Fake News Awards wurden am 17. Januar 2018 vergeben. Sie können als eine Fortsetzung seines „Feldzug[s] gegen unliebsame Medien“ verstanden werden.